# Коллет, Бен
Бенджамин Коллет (англ. Benjamin Collett; род. 11 сентября 1984, Бери, Большой Манчестер, Англия) — английский футболист, воспитанник академии «Манчестер Юнайтед», выступал за клубы «Нью Зиланд Найтс» и АГОВВ. Завершил карьеру футболиста по состоянию здоровья.

## Биография

### Футбольная карьера
Уроженец Бери (Большой Манчестер), Коллет начал заниматься в академии «Манчестер Юнайтед» в возрасте девяти лет и подписал молодёжный контракт с клубом в июле 2001 года. Был основным игроком команды клуба до 17 лет, а в 2002 году перешел в команду до 19 лет. За свои выступления в сезоне 2002/03 Коллет получил награду Джимми Мерфи лучшему молодому игроку года. Кульминацией сезона стала победа над «Мидлсбро» в Молодёжном Кубке Англии, в финальном матче которого Коллет забил гол  на стадионе «Риверсайд».
Через неделю после триумфа команды в молодежном Кубке Англии Коллет был вызван в резервную команду на матч против «Мидлсбро» 1 мая 2003 года. Однако после подката Гэри Смита из «Мидлсбро» его нога была сломана в двух местах, и он был заменен Кираном Ричардсоном.
В течение двух сезонов пытался выступать за «Нью Зиланд Найтс» в сезоне 2005/06 и «АГОВВ» в сезоне 2006/07, однако травма полученная в матче с «Мидлсбро» в 2003 году не дала ему шанса заиграть. В мае 2008 года он подал иск против Смита и «Мидлсбро» со своими адвокатами (Яном Левинсоном и Эндрю Викерстаффом). Левинсон ранее уже выступал в суде от имени Гордона Уотсона по первому иску о компенсации за футбольную травму в размере 1 миллиона фунтов стерлингов.
Дело было выиграно в августе 2008 года и Коллету была присуждена компенсация в размере 4,3 миллиона фунтов стерлингов. Сэр Алекс Фергюсон, Брайан Макклер, Говард Уилкинсон и Гари Невилл выступали свидетелями и утверждали, что Коллет был футболистом класса «А» и имел все шансы стать игроком основного состава «Манчестер Юнайтед».

## Достижения
- Победитель Награда Джимми Мерфи лучшему молодому игроку года: 1 (2002/03)[4]